# Bubba Smith
Pour les articles homonymes, voir Smith.
(en) Statistiques sur pro-football-reference
Charles Aaron Bubba Smith, dit Bubba Smith, est un acteur américain mais également un joueur de football américain. Il est né le 28 février 1945 à Orange dans l'état du Texas aux États-Unis et est mort le 3 août 2011 à Los Angeles en Californie.
Sportivement, il se fait initialement remarquer à l'Université d'État de Michigan où il reçoit à deux reprises le titre d'All-American (en) alors qu'il joue au poste de defensive end au sein des Spartans de Michigan State. Il aura un rôle important lors du nul obtenu contre les Fighting Irish de Notre-Dame (10 à 10) en 1966, match éminemment reconnu comme le "Match du siècle" (Game of the Century) (en). Il est un des trois joueurs dont le numéro a été retiré par le programme de football de cette Université. Il est intronisé en 1988 dans le College Football Hall of Fame.
Smith a ensuite joué neuf années en National Football League (NFL) au sein des franchises des Colts de Baltimore (1967–1971), des Raiders d'Oakland  (1973–1974) et des Oilers de Houston (1975–1976). Sélectionné en tout premier choix global lors de la Draft 1967 de la NFL, il restera le titulaire au poste de defensive end des Colts pendant cinq années et jouera lors des Super Bowls III et V, remportant le dernier cité. Il est sélectionné à deux reprises au Pro Bowl and faisait partie de l'équipe type All-Pro en 1971. Malgré ses 2,01 mètres et ses  120,20 kilos il était très rapide. Cette particularité faisait qu'il évoluait pratiquement constamment contre deux bloqueurs.
Pendant sa carrière d'acteur, il s'est principalement spécialisé dans des rôles comiques au cinéma ainsi que dans des programmes et publicités télévisées. Lors des dix années suivant sa retraite footballistique, il apparaîtra dans de nombreuses publicités pour la bière de marque Miller Lite (en). Au cinéma, il sera principalement connu comme Moses Hightower (en), personnage qu'il interprète dans les six premiers films de la série Police Academy
À titre posthume, Smith sera diagnostiqué comme ayant souffert d'encéphalopathie traumatique chronique, une maladie neurologique généralement liée aux commotions cérébrales et aux traumatismes crâniens.

## Biographie
Willie Ray Smith Sr. et Georgia Oreatha Curl Smith donnent naissance à Bubba le 28 février 1945 à Orange dans l'État du Texas. Il grandit dans la ville voisine de Beaumont. 
Son père était un entraîneur de football américain ayant obtenu 235 victoires en carrière au sein de trois lycées (High school) situés dans la région de Beaumont. Smith jouera sous les ordres de son père dans l'équipe de football américain du Lycée Charlton-Pollard (en) de Beaumont, un des meilleurs lycées de l'État réputés dans le développement des joueurs de football américain.
Tody (en), son plus jeune frère a joué pour les Trojans d'USC en NCAA et pour les Cowboys de Dallas, les Oilers de Houston et les Bills de Buffalo en NFL.

## Football américain

### Universitaire (NCAA)
Smith espérait, à l'origine, pouvoir jouer au football universitaire au sein de l'Université du Texas. Même si l'entraîneur principal des Longhorns, Darrell Royal, était tout disposé à lui offrir une bourse sportive, celle-ci ne put lui être accordée en raison de la ségrégation raciale très répandue dans tout le sud des États-Unis. À l'époque, le Texas était membre de la Southwest Conference (SWC). L'intégration raciale au sein de cette conférence ne sera acceptée qu'en 1967. Néanmoins, le programme de football de l'université ne respectera cette intégration que trois ans plus tard en 1970. Cette situation incitera Smith à devenir un meilleur joueur et à choisir une autre université. 
Smith intègre finalement l'Université d'État du Michigan où il jouera pour les Spartans. Il reçoit le titre d'All-American en 1965 et en 1966. Smith était un sportif très populaire au sein de l'État du Michigan, un chant lui étant même décerné "Kill, Bubba, Kill".
Son dernier match chez les Spartans est resté dans la légende. Il s'agit du « The Game of the Century » (en) joué le 19 novembre 1966 au Spartan Stadium, opposant Michigan State à Notre-Dame et s'étant soldé par un nul, 10 partout. Les deux équipes étaient invaincues et classées au sommet des divers classements nationaux (Notre Dame était no 1 avec 8 victoires sans défaites, Michigan State no 2 avec 9 victoires sans défaite). Tôt dans le premier quart-temps, Smith tacle le quarterback des Fighting Irish, Terry Hanratty, qui se déboîte l'épaule gauche sur l'action de jeu. Hanratty est remplacé pour le reste du match par Coley O'Brien. Smith, admet que la blessure de Hanratty s'est finalement retournée contre les Spartans, et déclare : "Cela ne nous a pas aidés. Cela leur a permis de faire jouer O'Brien lequel était plus agile et plus rapide que Hanratty, ce qui nous a causé finalement plus de problèmes". Michigan State terminera second derrière Notre Dame lors du vote final pour le championnat national.
En 1988, Smith est intronisé Temple de la renommée du football universitaire. Le 23 septembre 2006, avant le match à domicile contre Notre Dame, commémoration du 40e anniversaire du « Game of the Century », Michigan State retire officiellement et sous les acclamations de tout un stade, le no 95, numéro du maillot porté par Smith pendant toute sa carrière universitaire.

### Professionnel (NFL)
Smith est choisi en premier choix global lors de la Draft 1967 de la NFL par les Colts de Baltimore (le choix était initialement dévolu aux Saints de La Nouvelle-Orléans , mais ceux-ci échangeront ce choix contre le quarterback Gary Cuozzo (en) des Colts de Baltimore). Smith et son coéquipier, le running back Clinton Jones (en), seront choisis en no 1 et no 2 lors de cette Draft.
Il jouera neuf saisons au sein de la NFL au poste de defensive end. Lors des cinq premières années, il participe à deux Super Bowl. Les Colts, bien que désignés grandissimes favoris, perdent le Super Bowl III contre les Jets de New York mais, deux ans plus tard, remportent le Super Bowl V  en fin de saison 1970. Smith y gagnera sa seule bague qu'il déclarera ne jamais porter eu égard à la terrible déception ressentie par lui et toute son équipe à la suite de la défaite en Super Bowl III. 
Il se blesse lors de la pré-saison 1972 en heurtant un poteau en acier que la NFL utilisait à l'époque pour marquer les lignes de yards. Il manque ainsi toute la saison. 
Il est transféré chez les Raiders d'Oakland après la saison de 1972 et terminé sa carrière chez les Oilers de Houston .
Il aura été sélectionné All-Pro à une reprise, All-Conference à deux reprises et participera à deux Pro Bowls.

## Action en faveur des Afro-Américains
Dès 1966, Bubba Smith dénonce les discriminations envers les Afro-américains. Il en est d'ailleurs une victime lorsque des blancs le pendent en effigie avec la mention "Lynch Em" ou lorsque l'université du Texas refuse de le faire jouer dans leur équipe au prétexte de sa couleur de peau,,.
Dans le livre Black Man in the Huddle, il narre avec d'autres footballeurs afro-américains les longs combats pour la déségrégation au sein des équipes sportives.
Il est recensé comme figure éminente des Afro-Américains par le Black in Time Online Resource Center for Black History & Culture.

## Cinéma
Après avoir quitté le football professionnel (fin des années 1970, début des années 1980), Smith entame une carrière d'acteur dans de petits films et des rôles à la télévision. Il deviendra assez célèbre pour son rôle de Moses Hightower dans les six premiers films de la série des Police Academy. Il joue également le pilote Arnold dans le film de 1983 Stroker Ace avec Burt Reynolds, Ned Beatty, Jim Nabors et Loni Anderson. Il fait une apparition dans deux épisodes de la série à succès Mariés, deux enfants et apparaît dans de nombreuses séries américaines.

### Filmographie

#### Cinéma
- 1979 : A Pleasure Doing Business : Joe Marsh
- 1981 : Escape from DS-3 : Mac
- 1983 : L'As de cœur (Stroker Ace) de Hal Needham : Arnold
- 1984 : Police Academy : Cadet Moses Hightower
- 1985 : Police Academy 2 : Au boulot ! (Police Academy 2: Their First Assignment) : Officer Moses Hightower[17]
- 1986 : Sans issue (Black Moon Rising) : Johnson
- 1986 : Police Academy 3 : Instructeurs de choc (Police Academy 3: Back in Training) : Sgt. Moses Hightower
- 1987 : Police Academy 4 : Aux armes citoyens (Police Academy 4: Citizens on Patrol) : Sgt. Moses Hightower
- 1987 : The Wild Pair : Benny Avalon
- 1988 : Police Academy 5 : Débarquement à Miami Beach (Police Academy 5: Assignment: Miami Beach) : Sgt. Moses Hightower
- 1989 : Police Academy 6 : S.O.S. ville en état de choc (Police Academy 6: City Under Siege) : Lt. Moses Hightower
- 1992 : The Naked Truth (en) : Le flic
- 1992 : My Samurai : Reverend George
- 1993 : Fist of Honor : Detective Johnson
- 1994 : Le Silence des jambons (Il Silenzio dei prosciutti) : Olaf
- 2001 : Le Nettoyeur (Down 'n Dirty) : Det. Jerry Cale
- 2004 : The Coach : L'arbitre d'Hulk
- 2006 : Full Clip : Sleepy
- 2010 : Blood River (en) : Harold

#### Télévision
- 1978 : Wonder Woman (série télévisée) : Rojak
- 1978 : Superdome (téléfilm) : Moses Gordine
- 1978 : Good Times (série télévisée) : Claude
- 1979 : Drôles de dames (Charlie's Angels) (série télévisée) : Toby
- 1979 : The Misadventures of Sheriff Lobo (série télévisée) : Rhino
- 1979 : The Last Ride of the Dalton Gang (téléfilm) : Luther
- 1980 : B.J. and The Bear (série télévisée) : L'acolyte de Danny
- 1980 : The White Shadow (série télévisée) : Un homme fort
- 1980 : Semi-Tough (série télévisée) : Puddin
- 1980 : Huit, ça suffit ! (Eight Is Enough) (série télévisée) : Ned Naughton
- 1980 : Vegas (série télévisée) : Peter Bridges
- 1980 : Fighting Back (téléfilm) : Jacobs
- 1981 : Joe Dancer - Le trou noir (The Big Black Pill) (téléfilm) : Big Foot
- 1981-1982 : Le joyeux bazar (Open All Night) (série télévisée) : Robin
- 1982 : Taxi (série télévisée) : Lucius Franklin
- 1983 : Pour l'amour du risque (Hart to Hart) (série télévisée) : Jimmy Joe Newton
- 1984 : Tonnerre de feu (Blue Thunder) (série télévisée) : Lyman "Bubba" Kelsey
- 1984 : Mike Hammer (série télévisée) : Buddy Lofton
- 1985 : Rodney Dangerfield: Exposed (téléfilm) : Bubba
- 1985 : Half Nelson (téléfilm) : Beau
- 1985 : Half Nelson (série télévisée) : Kurt
- 1989 : Stuck with Each Other (téléfilm) : Augie
- 1991 : Mariés, deux enfants (Married… with Children) (série télévisée) : Spare Tire Dixon
- 1991 : MacGyver (série télévisée) : Bailey
- 1993 : La Vie de famille (Family Matters) (série télévisée) : Bones
- 1993 : Daddy Dearest (série télévisée) : Un flic #1
- 1997 : Sabrina, l'apprentie sorcière (Sabrina, the Teenage Witch) (série télévisée) : La garde de la sécurité

## Décès
Le 3 août 2011, Smith est découvert mort par le gardien de sa maison à Los Angeles. Il est décédé d'une intoxication médicamenteuse aiguë au Phentermine (médicament utilisé pour la perte de poids). Son cœur pesait plus de deux fois celui d'un cœur humain moyen. Il avait 66 ans,,,.
Le 24 mai 2016, il est annoncé que Smith avait souffert d'une maladie du cerveau soit d'une encéphalopathie traumatique chronique, maladie neurodégénérative affectant bon nombre d'anciens athlètes ayant évolué dans des sports de contact. Les résultats, publiés avec la permission de l'exécuteur testamentaire de la succession de Smith, ont été confirmés par des chercheurs du Ministère des Anciens Combattants, de l'Université de Boston et de la Concussion Legacy Foundation,,,.
Smith est le 90e (sur 94) ancien joueur de NFL ayant été diagnostiqué atteint d'une encéphalopathie traumatique chronique par les chercheurs de l'Université de Boston. Selon la Concussion Legacy Foundation, sur une échelle de 1 sur 4 utilisée par les neuropathologistes, le cerveau de Smith avait atteint le 3e degré de cette échelle, les symptômes incluant des troubles cognitifs ainsi que des problèmes de jugement et de planification,.

## Récompenses et nominations
- Vainqueur du Super Bowl V ;
- Champion NFL 1968 ;
- 2× Pro Bowl : 1970, 1971 ;
- First-team All-Pro : 1971 ;
- 2× Second-team All-Pro : 1968, 1970 ;
- Joueur homme de ligne de l'année désigné par l'UPI : 1966 ;
- 2× Consensus All-American : 1965, 1966 ;
- no 95 des Spartans de Michigan State retiré.